# سمكة البومبون
سمكة البومبون (بالإنجليزية: Pompon Goldfish)‏هي سمكة من أسماك الزينة من صنف الجولدفيش من الأنواع النادرة، شكلها طريف، الحواجز الأنفية ضخمة ومكشكشة، لذلك اخذت هذا الاسم، وكان أول ظهور لهذا النوع في عام 1900. في الصين (بدون زعنفة ظهرية) وتسمى فيلفيتبول ايجفيش Velvetyball Eggfish. وفي اليابان هناك نوع تشكيلة بزعنفة ضهرية تسمى هانفوسا Hanafusa. انتفاخ الجسم يكون أكبر من نصف طول الجسم، الحواجز الأنفية التي تميز بها تكون بشكل جيد، الزعنفة الظهرية غائبة وكل الزعانف الأخرى مزدوجة، الزعنفة الخلفية مقسمة وتتشعب اطرافها بشكل دائري.
هذا النوع من السمك يعتبر حساس، مثل باقي سمك الجولد فيش هي سمكة اجتماعية تعيش مع اسماك أخرى، ونظرا لشراهتها في تساهم في تنظيف الحوض من الأوساخ وتلتقط أي شيء على ارضية الحوض، لذا يمكن الاستغناء عن أي سمك زبال في حال وجود هذا السمك في الحوض. هي سمكة تعيش في أي منطقة في الحوض سواء في اعلاه أو وسطه أو اسفله فهي سمكة داؤبة الحركة.
البومبون سمك شره يأكل كل شيء تقريبا سواء كانت أطعمة مجمدة أو روبيان (جمبري) مجفف أو طازج أو الاكل المتوفر في محلات بيع الأسماك، وينصح بعدم الإكثار من الاطعمة الطازجة أو المجمدة حتى لا تكثر البكتريا والطفيليات في الحوض. درجة الحرارة المناسبة لها هي بين 18 - 22 درجة مئوية. بالرغم من صعوبه معرفة جنس السمكة وخصوصا عندما تكون صغيرة أو يافعة، ولكن في موسم التكاثر عادة ما يكون الذكر أصغر حجما وأكثر رشاقة من الأنثى. في فترة التناسل يتكون للذكر أشواك بيضاء تسمى درنات التناسل، على غطاء الخيشوم والرأس، أما الأنثى فستكون بشكل أسمن حيث تحمل البيض. يمكن ان تنمو إلى حجم 12 سم أي 5 بوصة تقريبا.